# نقد و حقیقت
نقد و حقیقت (فرانسوی: Critique et vérité) اثری از رولان بارت است که در سال ۱۹۶۶ منتشر شد و اولین بار در سال ۱۹۸۷ به انگلیسی ترجمه شد.
این کتاب پاسخی است به انتقاد ریموند پیکارد از اثر قبلی بارت در سال ۱۹۶۳، یعنی دربارهٔ راسین. این خصومت بین بارت و پیکارد باعث گسترش نام بارت در خارج از فرانسه شد.